# Akademische Mitteilungen
Die Magazinreihe Akademische Mitteilungen – kurz AM – ( nicht zu verwechseln mit den vom damaligen Rektor Wolfgang Kermer als offizielle Informationsschrift der Hochschule herausgegebenen Akademie-Mitteilungen (1972–1978)) ist ein Magazinprojekt aus dem Studiengang Kommunikations-Design der Staatlichen Akademie der Bildenden Künste Stuttgart. Die erste Publikation „AM1 – Vakuum“ erschien 1996. Seitdem erscheint circa alle zwölf Monate eine monothematische Ausgabe. Betreut von Hans-Georg Pospischil, bietet die Publikationsreihe Studierenden den Freiraum zur gestalterischen und inhaltlichen Entdeckungsreise in Magazinform.

## Bisherige Ausgaben

### AM1 – Vakuum
Konzeption, Ausführung und Gestaltung: Christine Rampl, Elke Götz, Eva Hocke

Format: 26,8 × 39 cm

Druck: Offset, 4C

Seiten: 48

Veröffentlichung: 1996
Wie ein Vakuum versucht die Lektüre den Leser freundlich zu isolieren. Genauso findet man Beiträge, die in Zusammenarbeit mit Studierenden aus anderen Fachbereichen entstanden sind, zum Beispiel die Interviews mit David Chipperfield, Cordula Güdemann und Joan Jonas.

### AM2 – Lethargie
Konzeption, Ausführung und Gestaltung: Eva Hocke, Christine Rampl, Elke Götz

Format: 26,8 × 39 cm

Druck: Offset, 4C

Seiten: 80

Veröffentlichung: 1996
Teilnahmslosigkeit verwandelt sich in Lethargie. Neben diesem Thema: Sieben Fragen an Joseph Kosuth, Projekte an der Akademie, Nam June Paik, Haushaltsgegenstände der besonderen Art. Leben in New York. Aufmerksam und in einem Hauch von Bewusstlosigkeit schwebend, kann sich der Leser den Seiten hingeben.

### AM3 – Replikator
Konzeption, Ausführung und Gestaltung: Ingo Ditges, Helmut Kirstet

Format: 24,4 × 32,7 cm

Druck: Offset, 4C

Seiten: 98

Veröffentlichung: 1997

### AM4 – Ausgabe Vier
Konzeption, Ausführung und Gestaltung: Björn Peters, Florin Preußler, Ingo Ditges

Format: 24,4 × 32,8 cm

Druck: Offset, 4C

Seiten: 98

Veröffentlichung: 1998
„4 ist Stabilität, quadratisches Bewusstsein, Symbol von Gesetz, System und Ordnung.“ Die vierte Ausgabe beschäftigt sich mit der Bedeutung der Zahl vier und beinhaltet u. a. folgende Themen: „Unter 4 Augen“, „Die 4 Elemente“, „Viererkette“, „Einquartiert“. Die aufwendige Verpackung enthält außer dem Magazin noch ein Plakat und ein Quartett.

### AM6 – Künstlich
Konzeption, Ausführung und Gestaltung: Svenja Kruse

Format:

Druck: Offset, 4C 

Seiten: 

Veröffentlichung: 2000
Die Gestalterin dieser Ausgabe widmet sich anhand von Geschichten über Schneekugeln, Duftpostkarten, Schaufensterpuppen und Mariko Moris künstlicher Paradiese dem Thema Künstlichkeit. Dazu tragen Interviews mit Max Herre über die Sprache Esperanto, einem Prothesenträger und einer Transsexuellen bei.

### AM7 – Kommunikation
Konzeption, Ausführung und Gestaltung: Maik Stapelberg, Daniel Fritz 

Format: 24 × 32 cm 

Druck: Offset, 4C 

Seiten: 98 

Veröffentlichung: 2001
Diese siebte Ausgabe beschäftigt sich mit den verschiedenen Arten und Formen, in denen uns Kommunikation begegnet, und mit den Mitteln, derer sie sich bedient. „Kommunikation kann so kurz sein wie eine SMS, präzise wie ein Read Back, sie spricht durch Farben und Pullover. Sie ist auf der Autobahn genauso zu Hause wie als Mosaik an Hausecken.“

### AM8 – Club Chance
Konzeption, Ausführung und Gestaltung: Anna Lindner 

Format: 19,5 × 26 cm 

Druck: Offset, 4C 

Seiten: 96 

Veröffentlichung: 2001
Ziel des Clubchance ist es, 24 Stunden am Tag in jeder Lebenslage fernzusehen. Im Buch wird klar, warum. Es wird gezappt, ständige Brüche sind ein Muss, fünf Farben, die Bilderflut und man kann sogar während des Lesens fernsehen. Das Buch sollte keine moralischen oder kritischen Ansätze haben, sondern satirisch, überzogen und lustig sein.

### AM9 – Sonderausgabe
Konzeption, Ausführung und Gestaltung: Jana Frank, Carolin Frick, Jutta Kuss 

Format: 23,5 × 30 cm 

Druck: Offset, 4C 

Seiten: 94 

Veröffentlichung: 2003

### AM10 – Spielraum
Konzeption, Ausführung und Gestaltung: Manuel Werner, Kristofer Arbeus, Florian Baltz, Axel Teichmann 

Format: 12 × 12 × 12 cm 

Druck: Offset, 4C 

Seiten: 383 

Veröffentlichung: 2004

### AM11 – Beschleunigung
Konzeption, Ausführung und Gestaltung: Thorsten Grimm, Oliver Moore 

Format: 24 × 32 cm 

Druck: Offset, 4C 

Seiten: 98 

Veröffentlichung: 2006

### AM12 – Fünf Sinne
Konzeption, Ausführung und Gestaltung: Andrea Appenzeller, Daniela Steidle 

Format: 24 × 32 cm 

Druck: Offset, 4C 

Seiten: 124 

Veröffentlichung: 2007 

ISBN 978-3-931485-84-9

### AM13 – Kampf
Konzeption, Ausführung und Gestaltung: Karolina Pyrcik, Manuel Dollt 

Format: 24 × 32 cm 

Druck: Offset, 4C 

Seiten: 92 

Veröffentlichung: 2008
Es geht hier um den Kampf. Ob er nun wie bei Hamlet im Kopf stattfindet oder wie in Weißrussland zwischen Jugend und stalinistischem Regime ausgetragen wird – gekämpft wird überall. Wo und in welchen Ausformungen er sonst noch stattfindet, steht schwarz auf weiß in den AM13.

### AM13 – Schicksal
Konzeption, Ausführung und Gestaltung: Bärbel Bosch-Ernst, Riccarda Doleschel 

Format: 24 × 32 cm 

Druck: Offset und Siebdruck, Schuber mit UV-Lack 

Veröffentlichung: 2008
Die 13. Ausgabe der Akademischen Mitteilungen: ein Magazin der etwas anderen Art. 13 Einzelmedien im Schuber – so unterschiedlich wie das Schicksal selbst.

### AM14 – Lust
Konzeption, Ausführung und Gestaltung: Alexa Appenzeller, Nicole Heitz, Juliane Wojaczek 

Format: 24 × 32 cm 

Druck: Offset, 4C 

Seiten: 96 

Veröffentlichung: Juni 2009 

ISBN 978-3-931485-95-5

### AM15 – Perpetuum Mobile
Konzeption, Ausführung und Gestaltung: Christoph Binder, Carola Plappert 

Format: 24 × 32 cm 

Druck: Offset, 4C 

Seiten: 108 

Veröffentlichung: Oktober 2009 

ISBN 978-3-942144-00-1
Die fünfzehnte Ausgabe der Akademischen Mitteilungen befasst sich mit dem Perpetuum Mobile – der ewig laufenden, sich selbst antreibenden, Energie produzierenden Maschine, die doch ewig Utopie bleiben wird. Das Magazin kombiniert Geschichten und Reportagen aus den Bereichen Naturwissenschaft, Gesellschaft und Kultur – und befasst sich mit den Arbeiten von Theo Jansen, Rainer Ganahls Interpretationen zu Alfred Jarrys „Perpetual Motion Food“, sowie dem Finanzkreislauf der Wallstreet oder der Energieversorgung der Zukunft.

### AM16 – Der Mond
Konzeption, Ausführung und Gestaltung: Hassân Almohtasib 

Format: 24 × 32 cm 

Druck: Offset, 4C 

Seiten: 108 

Veröffentlichung: Juli 2011 

ISBN 978-3-942144-12-4

### AM17 – The Obsession Issue
Konzeption, Ausführung und Gestaltung: Pasqual Schillberg, Natalie Isser 

Format: 24 × 32 cm 

Druck: Offset, 4C 

Seiten: 112 

Veröffentlichung: Juli 2012 

### AM18 – Überleben
Konzeption, Ausführung und Gestaltung: Lina Fesseler, Ines Haver 

Format: 24 × 32 cm 

Druck: Offset, 4C 

Seiten: 100 

Veröffentlichung: Januar 2014 

ISBN 978-3-942144-26-1 

### AM19 – Perfektion
Konzeption, Ausführung und Gestaltung: Anna-Maria Kiosse, Sunnyi Löhmann 

Format: 24 × 32 cm 

Druck: Offset, 4C 

Seiten: 130 

Veröffentlichung: Juni 2014 

### AM20 – Horizont
Konzeption, Ausführung und Gestaltung: Benedikt Eisenhardt, Magnus Wiedenmann 

Format: 24 × 32 cm 

Druck: Offset, 4C 

Seiten: 130 

Veröffentlichung: Juni 2015 

ISBN 978-3-942144-36-0 